# ジェミニ5号
ジェミニ5号 (Gemini 5) はアメリカ合衆国の有人宇宙飛行であるジェミニ計画で打ち上げられた宇宙船およびその宇宙飛行計画。ジェミニ宇宙船としては5番目のものであり、1965年8月21日に打ち上げられた。
1965年8月21日にタイタンII型ロケットで打ち上げられ、同年8月29日に帰還した。

## 概要
ジェミニ5号の目的は、月飛行計画のために、より長期の宇宙滞在を可能とする技術の実証であった。ジェミニ4号では4日間の宇宙飛行であったが、ジェミニ5号では燃料電池を電源として用いることにより、これまでで最長の8日間の宇宙滞在を目指していた。

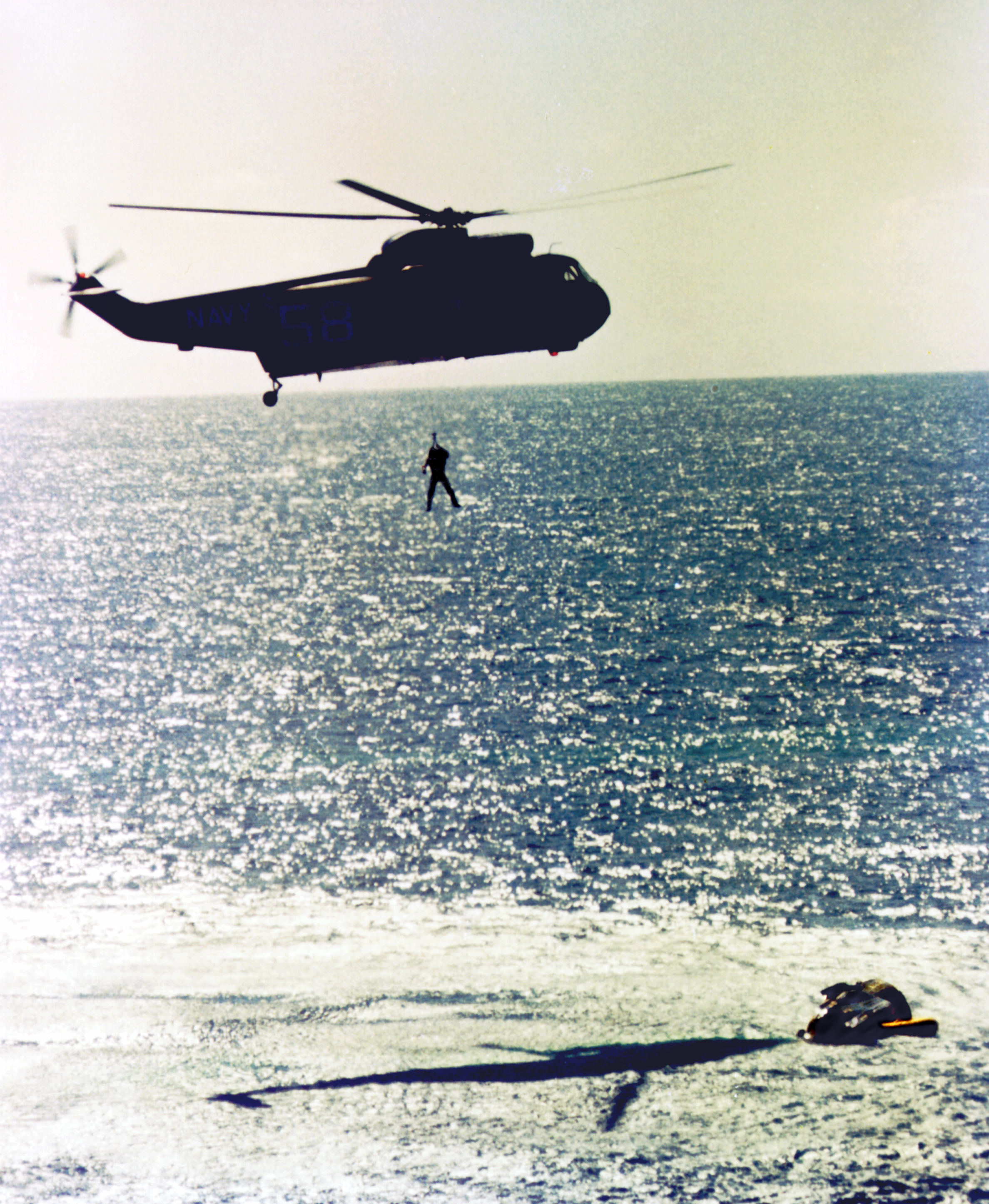
ジェミニ5号の回収

ジェミニ5号は1965年8月21日にケープカナベラル空軍基地LC-19発射台よりタイタンII GLV・ロケットを用いて打ち上げられている。ジェミニ5号の最初のミッションは、同時に打ち上げられた重量34kgほどの小型衛星(REP)とのランデブー試験であった。REPは打上げ2時間後にジェミニ宇宙船から切り離された。REPは重量34.5kgで、無線装置などが組み込まれていた。しかし、燃料電池が不調であったため、電力が不足し、これは中止された。飛行3日目に実機とのランデブーではないが、ランデブーのための軌道制御飛行試験を行っている。5日目には軌道姿勢制御システム(OAMS)のスラスターのうちの1基が故障し、いくつかの試験が中止された。このほか、地球観測や医学的実験は実施されている。大気圏再突入に際しては、宇宙船を傾け、その揚力を利用し、従来よりも制御された再突入方法をとった。コンピューターの不調により、予定地よりも約130kmずれた大西洋上に着水している。アメリカ国防総省もジェミニ5号の支援についており、人員10,265名と航空機114機、艦艇19隻が投入された。

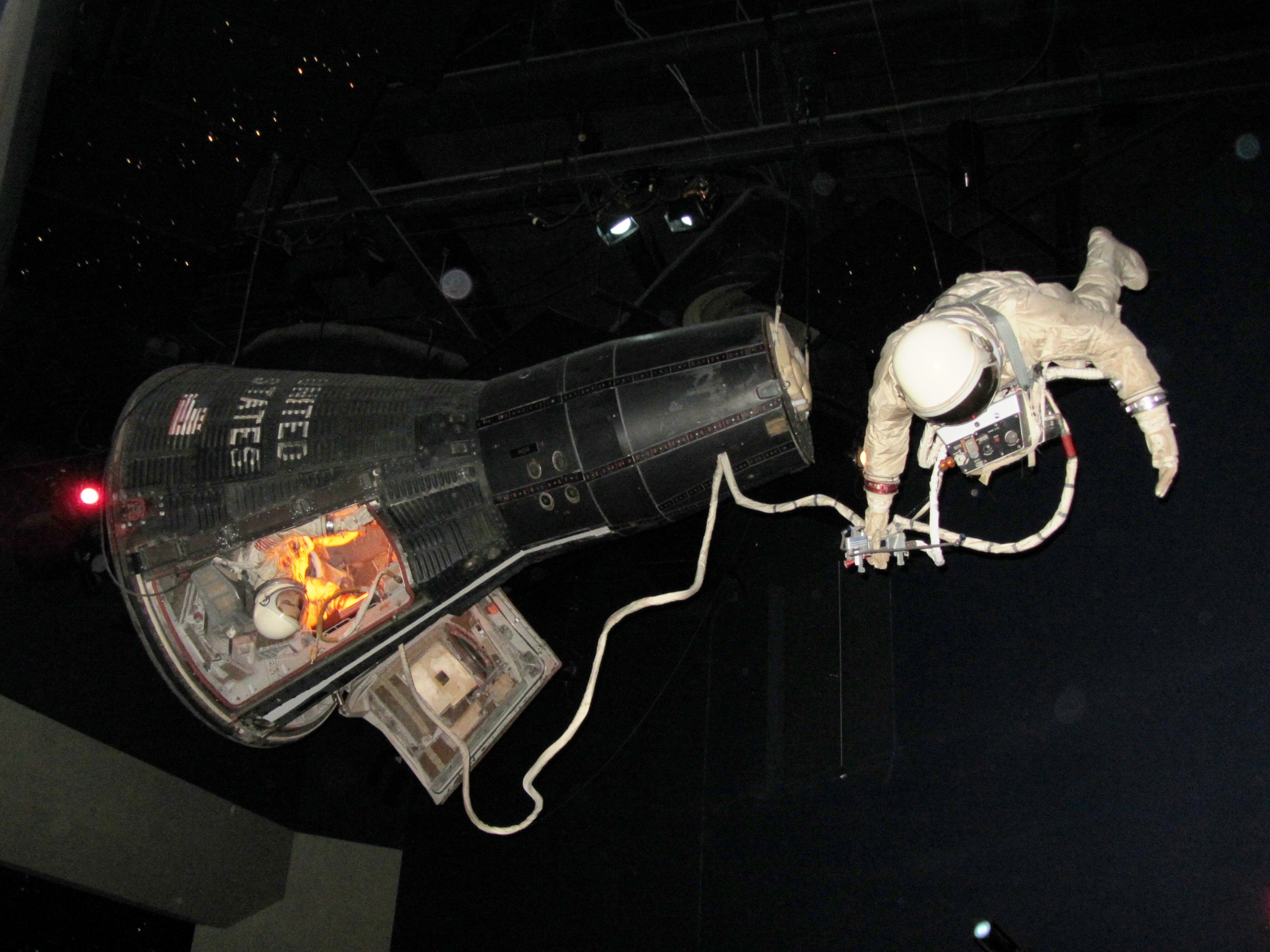
ジョンソン宇宙センターに展示されているジェミニ5号

ジェミニ5号はNASAのジョンソン宇宙センター（テキサス州ヒューストン）で展示されている。

## 搭乗員
- 船長：ゴードン・クーパー
- パイロット：ピート・コンラッド

### 予備搭乗員
- 船長：ニール・アームストロング
- パイロット：エリオット・シー